# 89.º Batallón Antiaéreo Ligero (mot.)
El 89.º Batallón Antiaéreo Ligero (mot.) (89. leichte Flak-Abteilung (mot.)) fue una unidad militar de la Luftwaffe durante la Segunda Guerra Mundial.

## Historia
Formado en julio de 1941 en el XII Comando Administrativo Aéreo con:
- Plana Mayor/89.º Batallón Antiaéreo Ligero desde la Plana Mayor/311.º Batallón de Reserva de Fortificación Antiaérea
- 1.º Bat./89.º Batallón Antiaéreo Ligero desde la 4.º Bat./69.º Regimiento Antiaéreo
- 2.º Bat./89.º Batallón Antiaéreo Ligero desde la 5.º Bat./69.º Regimiento Antiaéreo
- 3.º Bat./89.º Batallón Antiaéreo Ligero desde la 4.º Bat./79.º Regimiento Antiaéreo

## Servicios
- 1941-1944: en el Sur de Rusia
- Mayo de 1942: bajo la 17.º División Antiaérea (42.º Regimiento Antiaéreo)
- Marzo de 1943: bajo la 9.º División Antiaérea (42.º Regimiento Antiaéreo)
- 1 de noviembre de 1943: bajo la 9.º División Antiaérea (27.º Regimiento Antiaéreo)
- 1 de enero de 1944: bajo la 9.º División Antiaérea (27.º Regimiento Antiaéreo)
- 1 de febrero de 1944: bajo la 9.º División Antiaérea (27.º Regimiento Antiaéreo)
- 1 de marzo de 1944: bajo la 9.º División Antiaérea (27.º Regimiento Antiaéreo)
- 1 de abril de 1944: bajo la 9.º División Antiaérea (27.º Regimiento Antiaéreo)
- 1 de mayo de 1944: bajo la 9.º División Antiaérea (27.º Regimiento Antiaéreo)
- 1 de junio de 1944: bajo la 9.º División Antiaérea (27.º Regimiento Antiaéreo)
- 1 de julio de 1944: bajo la 9.º División Antiaérea (27.º Regimiento Antiaéreo)
- 1 de agosto de 1944: bajo la 9.º División Antiaérea (27.º Regimiento Antiaéreo)
- 1 de septiembre de 1944: bajo la 9.º División Antiaérea (27.º Regimiento Antiaéreo)
- 1 de octubre de 1944: bajo la 9.º División Antiaérea (27.º Regimiento Antiaéreo)
- 1 de noviembre de 1944: bajo la 9.º División Antiaérea (27.º Regimiento Antiaéreo)
- 1 de diciembre de 1944: bajo la 9.º División Antiaérea (86.º Regimiento Antiaéreo)
- 1944 - 1945: Eifel, Saarpfalz (XIV Comando Administrativo Aéreo)